# Akra (Jerozolima)

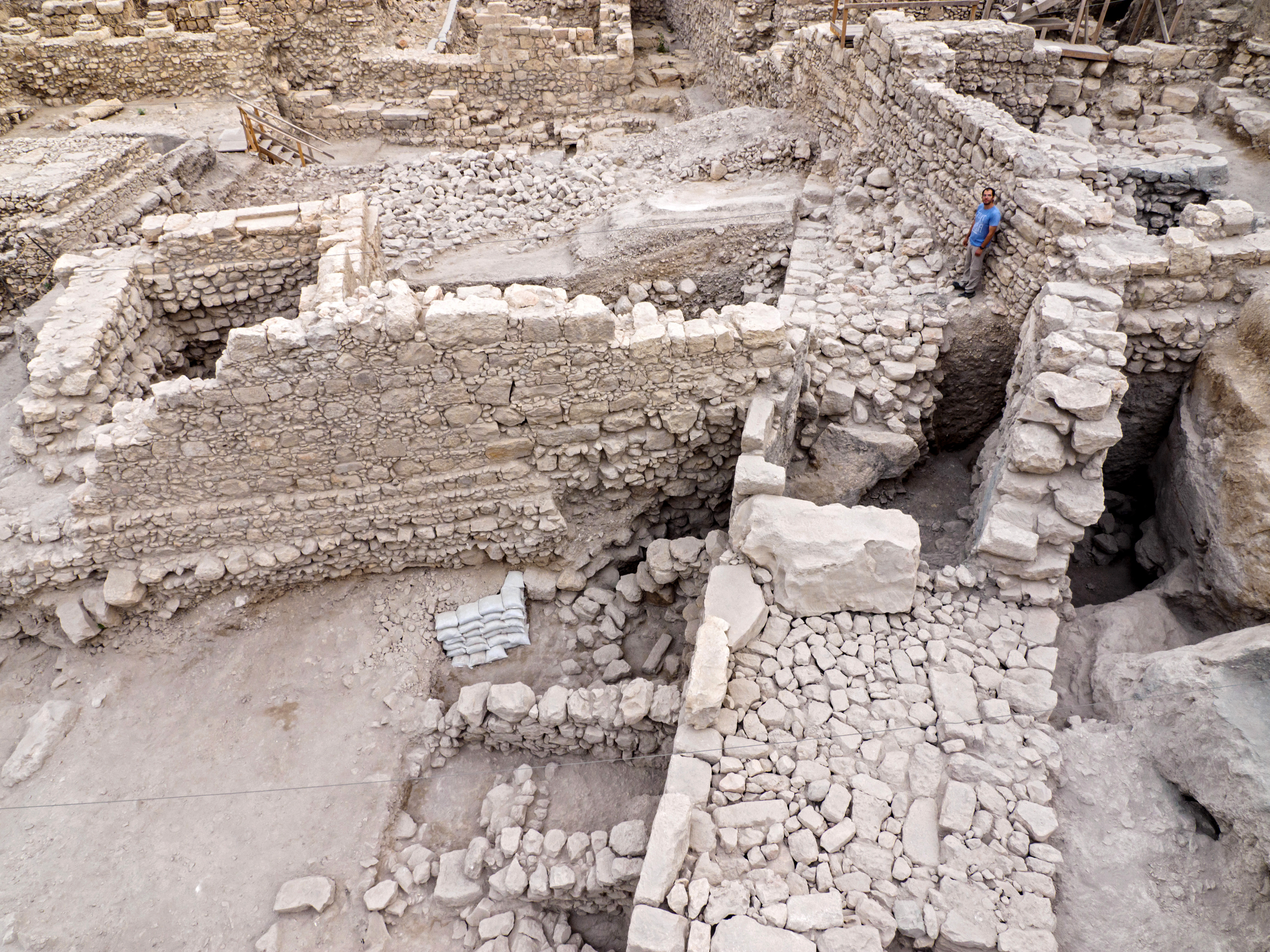
Pozostałości Akry, 2015

Akra (hebr. חקרא lub חקרה, gr. Ἄκρα) – ufortyfikowana przez Antiocha Epifanesa część Jerozolimy, która została wzniesiona w 168 p.n.e..
Fortyfikacja odegrała znaczącą rolę podczas Powstania Machabeuszów w latach 167–160 p.n.e., skierowanego przeciwko rządzącej w Syrii hellenistycznej dynastii Seleucydów. Została zburzona w 141 p.n.e. przez Szymona Machabeusza u początków formowania się Państwa Machabeuszy. O budowie Akry sygnalizuje biblijna 1 Księga Machabejska W listopadzie 2015 Israel Antiquities Authority ogłosiła odnalezienie pozostałości Akry na terenie Miasta Dawidowego we wschodniej Jerozolimie (przy parkingu Givati, w pobliżu Wzgórza Świątynnego).